# 4E-BP
4E-BP (białko wiążące czynnik inicjacji translacji 4E, ang. 4E Binding Protein) – białko wiążące się z eukariotycznym czynnikiem inicjującym translację eIF4E. Jest inhibitorem translacji zależnej od kapu (biosyntezy białek w komórkach). Jego masa wynosi ok. 12 kDa. Występuje w komórkach eukariotycznych; w komórkach ssaczych – w trzech izoformach: 4E-BP1, 4E-BP2 i 4E-BP3.

## Oddziaływanie z eIF4E
Wolne 4E-BP w roztworze w zasadzie nie ma struktury drugorzędowej. Gdy wiąże się z eIF4E, jego fragment przyjmuje kształt helisy.
W procesie inicjacji translacji eIF4E przyłącza kap i eIF4G. Wraz z innymi białkami i podjednostką rybosomu 40S tworzą kompleks inicjacyjny. 4E-BP przyłącza się do eIF4E w tym samym miejscu co eIF4G i uniemożliwia powstanie kompleksu inicjacyjnego.
4E-BP, podobnie jak eIF4G, przyłącza się do eIF4E za pomocą charakterystycznej sekwencji aminokwasów: YXXXXLΦ (Y – tyrozyna, L – leucyna, X – dowolny aminokwas, Φ – dowolny aminokwas hydrofobowy). We wszystkich izoformach w komórkach ssaczych fragment ten ma postać: YDRKFLM (tyrozyna – kwas asparaginowy – arginina – lizyna – fenyloalanina – leucyna – metionina).

## Hiperfosforylacja
4E-BP jest fosforylowane przez różne kinazy, m.in. FRAP/mTOR i PI3K. Fosforylowanie 4E-BP służy regulacji oddziaływania 4E-BP z eIF4E: reszty fosforanowe odpychają ujemnie naładowane aminokwasy białka eIF4E. Reszty aminokwasowe 4E-BP są fosforylowane w określonej kolejności (numeracja według ludzkiego 4E-BP):
1. treonina 37 i treonina 46;
2. treonina 70;
3. seryna 65.

Oprócz nich fosforylowane są seryna 83 i seryna 112.

## Rola w komórce
4E-BP odgrywa ważną rolę w rozwoju organizmu, spowalniając lub zatrzymując syntezę białek, które nie powinny powstawać na danym etapie rozwoju. Spowalnia wzrost nowotworów, w komórkach których występuje nadmiar eIF4E. Fosforylacja 4E-BP prawdopodobnie odgrywa rolę w regulacji przepływu sygnałów przez synapsy.